# Evangelische Erwachsenen- und Familienbildung Westfalen und Lippe
Die Evangelische Erwachsenen- und Familienbildung Westfalen und Lippe e.V. (eEFB) ist ein anerkannter Träger der gemeinwohlorientierten Weiterbildung mit Sitz in Dortmund. Der gemeinnützige Verein unterhält seit der Verschmelzung 2023 zwei evangelische Bildungswerke unter diesem Namen und zählt zu den größten evangelischen Weiterbildungseinrichtungen in Deutschland. Die eEFB bietet jährlich über 10.000 Veranstaltungen in den Bereichen Erwachsenen- und Familienbildung an, darunter Sprach- und Integrationskurse, politische Bildung, Gesundheits- und Kulturangebote sowie Qualifizierungen im pädagogischen Bereich.

## Tätigkeit
Als gemeinnütziger Verein ist die eEFB in der Bildungsarbeit tätig.
Jährlich organisiert die eEFB über 10.000 Bildungsveranstaltungen für rund 140.000 Teilnehmende. Ihre Angebote richten sich an Menschen in verschiedenen Lebenslagen und -phasen. Schwerpunkte sind Allgemeinbildung, politische und interreligiöse Bildung, berufliche Qualifizierung, Familienbildung, Gesundheitsbildung, Sprach- und Integrationskurse sowie Bildung für nachhaltige Entwicklung. Die eEFB arbeitet eng mit Kirchenkreisen, Gemeinden, Familienzentren, sozialen Einrichtungen und zivilgesellschaftlichen Initiativen zusammen.
Die eEFB ist Mitglied im Evangelische Erwachsenenbildung – Bundesverband (EEB Bundesverband), der die evangelischen Weiterbildungsträger bundesweit vereint.

## Geschichte

### Gründung und Entwicklung
Am 1. Januar 2023 verschmolzen die beiden Vereine Evangelische Familienbildungswerk Westfalen und Lippe e.V. (FBW) und das Evangelische Erwachsenenbildungswerk Westfalen und Lippe e.V. (EBW) zur Evangelischen Erwachsenen- und Familienbildung Westfalen und Lippe e.V. (eEFB). Der Verein unterhält seitdem zwei anerkannte Einrichtungen der gemeinwohlorientierten Weiterbildung in Nordrhein-Westfalen, das Erwachsenenbildungswerk (EBW) und das Familienbildungswerk (FBW).
2024 führte die eEFB ein  Präventionskonzept zum Schutz vor (sexualisierter) Gewalt ein. Bereits zuvor wurden Schulungen zu Themen wie sexualisierte Gewalt, Rassismus, Antisemitismus und antimuslimischer Rassismus durchgeführt. Die Anti-Rassismustrainings wurden seither bundesweit nachgefragt.

### Vorgängereinrichtungen

#### Evangelisches Erwachsenenbildungswerk Westfalen und Lippe e.V.
Das Evangelische Erwachsenenbildungswerk Westfalen und Lippe e.V. (EBW) wurde 1975 gegründet. Es entstand aus einem  1962 gegründeten Netzwerk evangelischer Bildungsakteure, unter anderem der Heimvolkshochschule Haus Villigst und der Evangelischen Akademie Rheinland-Westfalen.
Nach der Anerkennung als Einrichtung der Weiterbildung NRW im Jahr 1976 entwickelte das EBW eine professionelle Bildungsstruktur mit Regionalstellen. Ein früher Schwerpunkt war das Fernstudium Erwachsenenbildung, das von über 2.000 Teilnehmenden absolviert wurde.
Seit 2005 war das EBW als Träger von Integrationskursen (BAMF) anerkannt und trug das „Gütesiegel Weiterbildung“. Weitere Schwerpunkte waren politische Bildung, BNE, Gedenkstättenarbeit, Pilgern im Pott und der Spirituelle Sommer Südwestfalen.
Ab 2015 fokussierte sich das Werk auf die interkulturelle Öffnung, auf die Zusammenarbeit mit Migrantenorganisationen und die Digitalisierung. 2020 wurde gemeinsam mit dem EBW Nordrhein die Lernplattform bildung-ev-nrw.de gestartet.

#### Evangelisches Familienbildungswerk Westfalen und Lippe e.V.
Die evangelische Familienbildung in Westfalen und Lippe wurde 1977 mit der Gründung der Arbeitsgemeinschaft Evangelischer Familienbildungsstätten institutionell verankert. Daraus gründete sich 1990 das Evangelische Familienbildungswerk Westfalen und Lippe e.V., das die Anerkennung als Weiterbildungseinrichtung übernahm.
1999 wurde die Arbeitsstelle Evangelische Familienbildung aufgelöst und das Werk organisatorisch an das Diakonische Werk der Evangelischen Kirche von Westfalen angebunden.

## Ziele
Die eEFB versteht sich als solidarischer Zusammenschluss anerkannter Weiterbildungseinrichtungen. Sie bietet Bildungsveranstaltungen an zahlreichen Orten in NRW. Grundlage ist ein Bildungsverständnis im Vertrauen auf die Gegenwart Gottes und in Anerkennung der Würde und gleichen Rechte aller Menschen.
Ziele sind unter anderem:
- Gleichberechtigter Zugang zu Bildung und Kultur
- Orientierung in einer komplexen Gesellschaft
- Offenheit für religiöse und weltanschauliche Vielfalt
- Förderung von Demokratie und Teilhabe

Die Angebote stehen allen Menschen offen, unabhängig von Religion, Herkunft oder Weltanschauung. Voraussetzung für die Teilnahme ist die Anerkennung des Leitbilds und des Schutzkonzepts.

## Trägerstruktur und Organisation
Die eEFB ist ein gemeinnütziger Verein. Sie ist als Einrichtung der gemeinwohlorientierten Weiterbildung anerkannt und nach dem Gütesiegelverbund Weiterbildung zertifiziert. Weitere Anerkennungen bestehen:
- Träger von Sprach- und Integrationskursen (BAMF)
- Träger politischer Bildung (NRW)
- Anerkennung nach dem Arbeitnehmerweiterbildungsgesetz NRW

Der Verein ist ein Zusammenschluss kirchlicher Körperschaften und Bildungseinrichtungen. Die Mitgliederversammlung wählt den Verwaltungsrat, der die Arbeit des hauptamtlichen Vorstands (Geschäftsführung) beaufsichtigt.
Ein Pädagogischer Beirat mit Vertretern der Mitgliedseinrichtungen berät inhaltlich-konzeptionell, etwa zu Qualifizierung, Evaluation und Themenentwicklung.

### Verwaltungsrat
Karsten Schneider (Vorsitzender); Horst-Dieter Mellies (stellv. Vorsitzender);  Thomas Schlüter,  Friederike Barth, Anja Halatscheff,  Susanne von Hehl, Lisa Prang; Annika Sprunk; Sabine Stein; Heinz-Jürgen Uffmann;  Gerald Wagner

### Geschäftsführung
Katrin Köster, Antje Rösener, Jörg Neuhaus (stellv. GF)

### Geschäfts- und Studienstelle
Die Geschäfts- und Studienstelle befindet sich im  Haus Landeskirchlicher Dienste in Dortmund. Sie koordiniert die Arbeit der  45 Regionalstellen, unterstützt konzeptionell und vertritt die Interessen der eEFB gegenüber Politik, Kirche und öffentlichen Stellen.
Zu ihren Aufgaben zählen:
- Beratung zu Weiterbildungsgesetz und Bildungspolitik
- Personalentwicklung und Fortbildung
- Organisation von Fachkonferenzen
- Projektentwicklung
- Abrechnung von WbG-Maßnahmen
- Drittmittelakquise und Förderberatung
- Qualitätssicherung für Bildungsangebote und Personal

Das Team besteht aus zwei Geschäftsführerinnen, einem stellvertretenden Geschäftsführer, drei Studienleitungen und sieben Verwaltungsfachkräften.

## Angebotsschwerpunkte
Die eEFB bietet Veranstaltungen in folgenden Themenfeldern:
- Religion, Lebensgestaltung und Pilgern
- Gesellschaft, Politik und Migration
- Familien und Generationen
- Kultur und Gesundheit
- Beruf und Pädagogik
- Sprachen und Schulabschlüsse
- Digitalität
- Bildungsreisen und Exkursionen
- Bildungsurlaub

## Mitglieder
- Lippische Landeskirche – EB und FB
- Bibeldorf GmbH
- Bildung & Beratung Bethel in der Stiftung Nazareth
- Blaues Kreuz in der EKvW Landesverband NRW e.V.
- Blaues Kreuz in Deutschland e.V.
- Diakonie Münster Beratungs- und BildungsCentrum gGmbH
- Diakonie Ruhr-Hellweg e.V.
- Diakonisches Werk im Kirchenkreis Recklinghausen gGmbH
- Ev. Dreifaltigkeits-Gemeinde Hagen
- Ev. Frauenhilfe in Westfalen e.V.
- Ev. Kirche von Westfalen/Institut für Kirche und Gesellschaft der EkvW – EB und FB
- Ev. Kirchenkreis Bielefeld
- Ev. Kirchenkreis Bochum – EB und FB
- Ev. Kirchenkreis Dortmund – EB und FB
- Ev. Kirchenkreis Gelsenkirchen-Wattenscheid
- Ev. Kirchenkreis Gladbeck-Bottrop-Dorsten
- Ev. Kirchenkreis Gütersloh
- Ev. Kirchenkreis Hamm
- Ev. Kirchenkreis Hattingen-Witten
- Kirchenkreis Herford
- Ev. Kirchenkreis Herne
- Ev. Kirchenkreis Iserlohn
- Kirchenkreis Lübbecke
- Ev. Kirchenkreis Lüdenscheid-Plettenberg
- Kirchenkreis Minden
- Ev. Kirchenkreis Münster
- Ev. Kirchenkreis Paderborn
- Ev. Kirchenkreis Recklinghausen
- Ev. Kirchenkreis Schwelm
- Ev. Kirchenkreis Siegen-Wittgenstein
- Ev. Kirchenkreis Soest-Arnsberg
- Ev. Kirchenkreis Steinfurt-Coesfeld-Borken – EB und FB
- Ev. Kirchenkreis Tecklenburg
- Ev. Kirchenkreis Unna – EB und FB
- Kirchenkreis Vlotho
- Ev. Pop-Akademie gGmbH
- Ev. Stiftung Volmarstein
- Griechische Gemeinde e. V. in Castrop-Rauxel
- Internationales Bildungs- und Begegnungswerk e.V. (IBB)
- Verband Ev. Kirchengemeinden in Dorsten
- Amt für Jugendarbeit der EKvW